# بيسون الغابات
بيسون الغابات أو بيسون الغياض هو أحد تحت نوعيْ البيسون الأمريكي، والنوع الآخر هو بيسون السهول الذي يَقطن السهول العظمى القاطن جنوب مناطق إقامة بيسون الغابات. بيسون الغابات هو أضخم ثديي يابسة في قارة أمريكا الشمالية كلها، وهو يَمتاز ببُنيته الضخمة وأكتافه العالية ورأسه الكبير. تفضل هذه الحيوانات بصفة عامة العيش في الغابات أو المناطق الشجرية، لكن أماكن إقامتها تعتمد على طبيعة الفصل من السنة. تتركز هذه الحيوانات اليوم في الأقاليم الشمالية الغربية لدولة كندا، مع أن انتشارها كان أوسع من ذلك في السابق، فقد امتد في الماضي عبر ألبرتا ويوكون وألاسكا وكامل شمال غرب كندا.
كان يَبلغ تعداد هذه الحيوانات عشرات الألوف في الماضي، لكن بحلول مطلع القرن العشرين كانت أعدادها قد انخفضت إلى بضعة مئات فقط، ثم عادت وارتفعت إلى عدة آلاف بعد عمليات الإنماء والصيانة في نهاية ذلك القرن، وما زالت آخذة بالارتفاع إلى الآن، بالرغم من عدم عودتها إلى حالتها الأصلية واختفائها من العديد من مناطق تواجدها السابقة مثل ألاسكا وغيرها من أقاليم أمريكا الشمالية.

## الانتشار والموطن
في الماضي، كان انتشار بيسون الغابات واسعاً نسبياً عبر قارة أمريكا الشمالية. فقد قطن مساحات واسعة عبر غابات إقليم يوكون وشمال ألبرتا وشمال غرب كولومبيا البريطانية وجنوب غرب الإقليم الشمال غربي ووسط ألاسكا وساسكاتشوان. ويُقدر أن هذه الحيونات كانت تقطن مساحة تعادل 1,823,000 كم2 في أراضي كندا وحدها، وقد كانت أيضاً تقطن مساحات واسعة بأعداد صغيرة في الأراضي الشمالية لألبرتا، فضلاً عن المناطق الأخرى. لكن بعد الصيد العظيم لهذه الحيوانات في القرن الثامن عشر والقرن التاسع عشر وصل بيسون الغابات إلى حالة شبه الانقراض وانحسر انتشاره كثيراً.
مع مطلع القرن العشرين اختفى بيسون الغابات تماماً من ألاسكا، وقتل عام 1906 آخر فرد منه في كولومبيا البريطانية، وبذلك أخذ وُجوده بالانحسار من مناطق أمريكا الشمالية. لكن مع أعمال الصيانة وإعادة التوطين عاد انتشاره ليَتعافى قليلاً، فقد أسست حديقة جاموس الغابات الوطنية عام 1922 لاحتواء عدد كبير من هذه الحيوانات، وقد نجحت بإعادة جزء كبير من انتشاره في كندا. كما أعيد توطين عدد من حيوانات بيسون الغابات في كولومبيا البريطانية، مما أعاد وُجودها إلى هذه المناطق أيضاً، وأما في ألاسكا فقد بدأ مركز ألاسكا لصيانة الحياة البرية بالعمل على برنامج لإعادة توطين بيسون الغابات في ألاسكا، ونجح بالفعل بإعادة عدة قطعان لأراضي ألاسكا.
تتركز اليوم مُعظم أعداد حيوانات بيسون الغابات في الإقليم الشمال غربيّ، حيث تجوبه ضمن عدة قطعان. وتحوي حديقة جاموس الغابات الوطنية بدورها مُعظم حيوانات بيسون الغابات في كندا، حيث بلغت تقديرات أعداده فيها حوالي 4,000 رأس.
يُمكن أن يَقطن بيسون الغابات مناطق مُختلفة اعتماداً على الفصل، ففي الصيف يَكون عادة في مراعي الصفصاف الصغيرة أو في النجود حيث يَتغذى على نبات البردي والصفصاف. أما في الشتاء فهو يَتحرك إلى مروج البردى المُتجمدة الرطبة وإلى ضفاف البحيرات. وفي فصل الخريف تكون هذه الحيوانات عادة في الغابات تتغذى على الأشنيات.

## الوصف

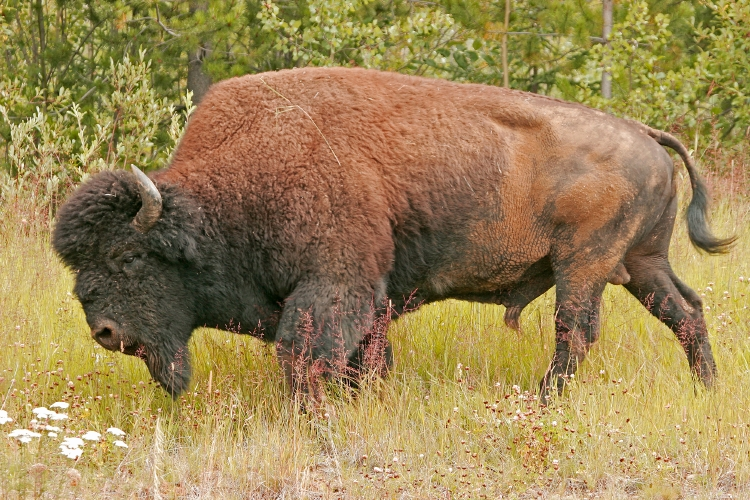
بيسون غابات.

بيسون الغابات هو أضحم حيوان ثدي يَعيش على اليابسة في قارة أمريكا الشمالية كلها، فهو حيوان ضخم البنية يَتميز برأسه الكبير مُثلث الشكل وأكتافه العالية الكبيرة وسنامه المُرتفع الناتئ من ظهره وفرائه البنيّ الداكن الخشن الذي يُغطي أكتافه ورقبته وسيقانه الأمامية. تزن هذه الحيوانات عموماً ما يَتراوح من 350 إلى 1100 كيلوغرام تقريباً، ويُمكن لارتفاعها عند الكتف أن يَتراوح من 1.3 إلى 1.8 متر، وأما طولها فيَتراوح من 2.5 إلى 4 أمتار تقريباً. يَتميز بيسون الغابات أيضاً بسنامه المُرتفع الذي يَنتئ من ظهره ويَرتفع كثيراً ثم يَنحدر مُجدداً باتجاه الرأس، وهذا السنام يُميزه حتى عن بيسون السهول الذي يَملك سناماً أقصر، وهذا فضلاً عن شعره الطويل الأماميّ ذا اللون البنيّ الداكن، الذي يَتغير طوله حسب فصل السنة.
ذكور بيسون الغابات أضخم من الإناث، فعادة ما تزن الثيران (الذكور) بالمتوسط ما يَتراوح من 650 إلى 1,000 كيلوغرام، أما الأبقار (الإناث) فتزن ما يَتراوح من 500 إلى 570 كيلوغرام بالمتوسط. وعدا عن هذه الصفات الكمية فيَختلف الثيران والأبقار قليلاً أيضاً ببعض الصفات المَظهرية، فمثلاً كلا الجنسين يَملكان قروناً سوداء، لكن قرون الثيران أثخن وأضخم وأثقل من قرون الأبقار، كما أنها أقل انحناءً من تلك التي تملكها الأبقار، وعموماً تلتف قرون الثيران إلى الداخل باتجاه الرأس بينما تمتد قرون الأبقار إلى الأمام.

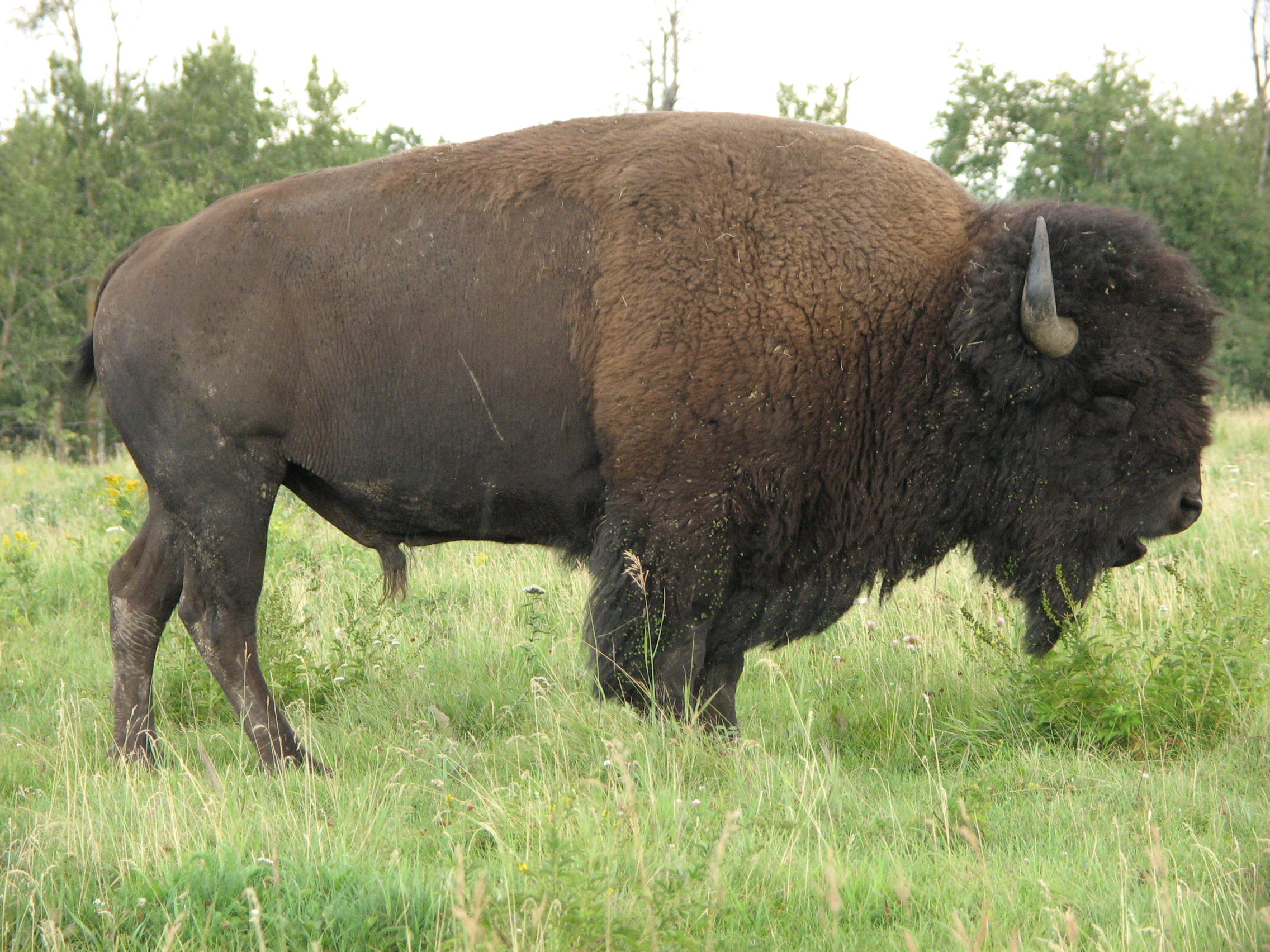
بيسون سهول.

### الفرق بينه وبين بيسون السهول
لا توجد فروقات بارزة كثيراً بين بيسون الغابات وبيسون السهول يُمكن بها تمميزهما عن بعضهما، لكن عموماً توجد بعض الاختلافات الطفيفة التي يُمكن التفريق بينهما باستخدامها مع بعض التدقيق. فإذا نظرنا بشكل عام، بيسون الغابات أطول قامة وأقل اكتنازاً من بيسون السهول، لكنه أثقل وزناً مع ذلك. أيضاً كثيراً ما يَكون قرنا بيسون السهول مُغطيين بشعر كثيف، بينما لا يَملك بيسون الغابات أي شعر عليهما، في حين أن شعر جبهته أقصر وأطول مما هو عند بيسون السهول. كما أن لون شعر الظهر عند بيسون الغابات لا يَختلف كثيراً عن لون باقي شعر الجسم، بينما يَكون شعر ظهر بيسون السهول ذو لون مصفرّ على النقيض من باقي شعر الجسم ذو اللون البنيّ الداكن. وربما يَكون من الفروقات البارزة بين النوعين أن لحية بيسون السهول أكبر وأكثر كثافة، كما أن سنام بيسون الغابات أعلى وأضخم قليلاً، وهي من العلامات التي يَتميز بها هذا الثور.

## السلوك ونمط الحياة
يُمكن أن يَعيش بيسون الغابات أحياناً حتى عُمر 40 عام، وتصل الحيوانات إلى مرحلة النضوج الجنسيّ بين عمر السنتين والأربع سنوات، لكن مع ذلك فنادراً ما تستطيع الذكور التزاوج قبل عمر السادسة أو الثامنة بسبب قوة الذكور البالغة ومنافستها. وعادة ما تأخذ مدة الحمل من 270 إلى 300 يوم، وتعطي عجلاً واحداً في النهاية.

### التغذي
يَتألف عذاء بيسون الغابات بشكل رئيسي من نبات البردي والأعشاب الأرضية التي تشكل 85% من كافة غذائه، كما أنه يَأكل أحياناً أوراق الأشجار ولحائها ونبات الصفصاف. وفي فصل الشتاء يَستخدم بيسون الغابات سيقانه الأمامية وأنفه لإزاحة الثلج والوصول إلى نباتات البردى والأعشاب المدفونة تحته، ويُمكن أيضاً أن يَتغذى أثناء هذا الفصل على الغصينات الرقيقة المُتساقطة في الغابات. وبشكل عام يَتغذى بيسون الغابات على مجموعة كبيرة ومتنوعة من الأعشاب والنباتات البرية المُختلفة.

## تاريخ الصيد

### ما قبل القرن الثامن عشر

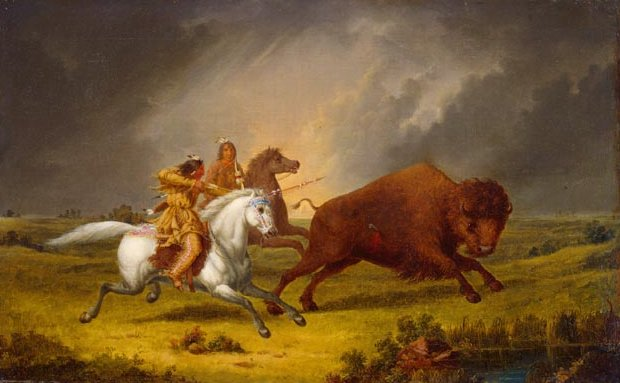
أمريكيون أصليون يَصطادون بيسوناً.

في القرون السابقة كان بيسون الغابات واسع الانتشار إلى حد ما في قارة أمريكا الشمالية، فقطن شمال ألبرتا ويوكون ووسط ألاسكا وشمال غرب كولومبيا البريطانية فضلاً عن المناطق الشمالية الغربية من كندا. لكن مع هذا فلم تكن أعداد بيسون الغابات يوماً تشابه أعداد بيسون السهول، إذ بلغ تعداد هذه الحيوانات قبل بدء حقب صيدها الجائر ما يُقدر بحوالي 168,000 رأٍس، وهو رقم لا يُقارن ببيسون السهول الذي تقدر أعداده في الماضي بما يَزيد عن 50 مليونَ رأس. كان بيسون الغابات من الحيوانات الوطنية في شرقيّ الولايات المتحدة في عهد الأمريكيين الأصليين قبل عشرات القرون، حيث تعود آثار السكان الذين قطنوا أراضيه إلى ما يَزيد عن 8,000 عام. فقد كان بيسون الغابات يُهاجر بأعداد كبيرة عبر قارة أمريكا الشمالية، والدليل على ذلك الأخاديد العميقة التي كانت تخلفها هذه الثيران عند الهجرة، وكانت تستخدم هذه الأخاديد لتتبع قطعان بيسون الغابات وصيدها.
كان بيسون الغابات منتشراً عبر قارة أمريكا الشمالية عند وصول المستوطنين الأوربيين مع حلول القرن السابع عشر، حيث بدأ المُستوطنون في ذلك القرن بالقدوم وبناء المُستعمرات في المنطقة. وكان بيسون الغابات يَقطن آنذاك المناطق الشجرية في شرق الولايات المُتحدة شرق نهر المسيسبي، فهناك تغذى على الحشائش والشجيرات الأرضية المَوجودة على ضفاف الأنهار. وكان يُمكن العثور في ذلك الوقت على هذه الحيوانات وهي تتجول في قطعان بلغ تعدادها عدة مئات، لكنها لم تصل أبداً إلى عشرات الألوف كما كانت الحال مع بيسون السهول، ومع هذا فقد كان هذا كافياً لتصبح من المصادر الرئيسية بالنسبة للمستوطنين الجُدد للحصول على الطعام والملابس التي تقيهم برد الشتاء القارس. وقد كان بيسون الغابات منتشراً ووافراً أيضاً في ألاسكا، وكان هاماً بشكل خاص لسكان هذه المناطق بسبب بردها الشديد، ففروه السميك ساعد سكانها على البقاء، ولذا فهو يُعد حيواناً وطنياً في ألاسكا وتوجد له العديد من القصص الشعبية في تلك المنطقة.

### الصيد العظيم

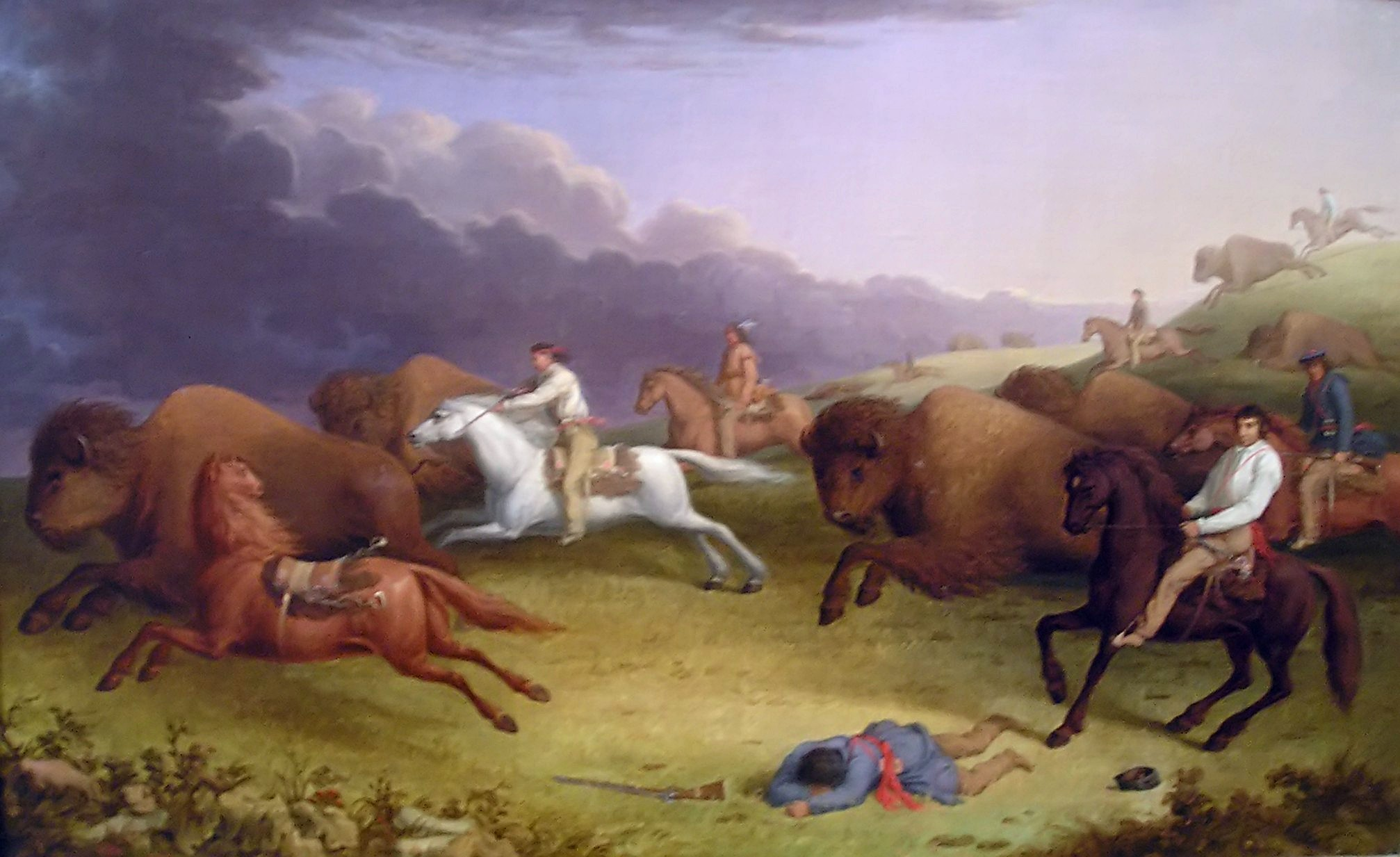
المُستوطنون الأوربيون يَصطادون قطيعاً صغيراً من البيسون للحصول على فرائه.

بحلول أوائل القرن الثامن عشر الميلادي بدأ تجار الفرو الأوربيون بالوصول والتوافد إلى أمريكا الشمالية، وبشكل طبيعي فقد كان بيسون الغابات ضمن أهدافهم ومصادرهم الهامة للحصول على الفرو الذي كسبوا به رزقهم. ولذا فقد بدأت أعداد هذه الحيوانات بالانحدار بشكل حاد وسريع جداً، وارتفعت نسبة الصيد كثيراً خلال القرن التاسع عشر خصوصاً بعد عام 1860، وفي عام 1840 بدأت هذه الحيوانات بالاقتراب من درجة الانقراض. حيث أن أعداد بيسون الغابات قدرت عام 1800 بحوالي 168,000 رأس، بينما انحدرت بشكل حاد جداً خلال ذلك القرن لكي تصل إلى ما يُقارب 250 رأس فقط بحلول عام 1893. ومع مطلع القرن العشرين بدأت هذه الحيوانات بالاختفاء بسرعة من عدة مناطق، ففي عام 1906 قتل آخر بيسون غابات برّي في كولومبيا البريطانية، وفي وقت مُشابه من أوائل ذلك القرن سجلت آخر مُشاهدة لبيسون غابات في برية ألاسكا.
لكن مع ذلك، فقد أعطيت شرطة شمال غربيّ البلاد في عام 1897 أخيراً الضوء الأخضر للبدء بعملية حماية البيسون، وبدأت الدوريات الرسميّة بالعمل والتجوال في البرية بحلول عام 1907، ومنذ ذلك الوقت بدأت قطعان بيسون الغابات بالتعافي مُجدداً. ففي عام 1922 بدأت أعداده في شمال ألبرتا والمنطقة الشمالية الغربية بالتزايد مُجدداً مع تأسيس حديقة جاموس الغابات الوطنية، إذ وصلت أعداده إلى ما يَتراوح من 1500 إلى 2000 رأس في ذلك العام.

### التعافي

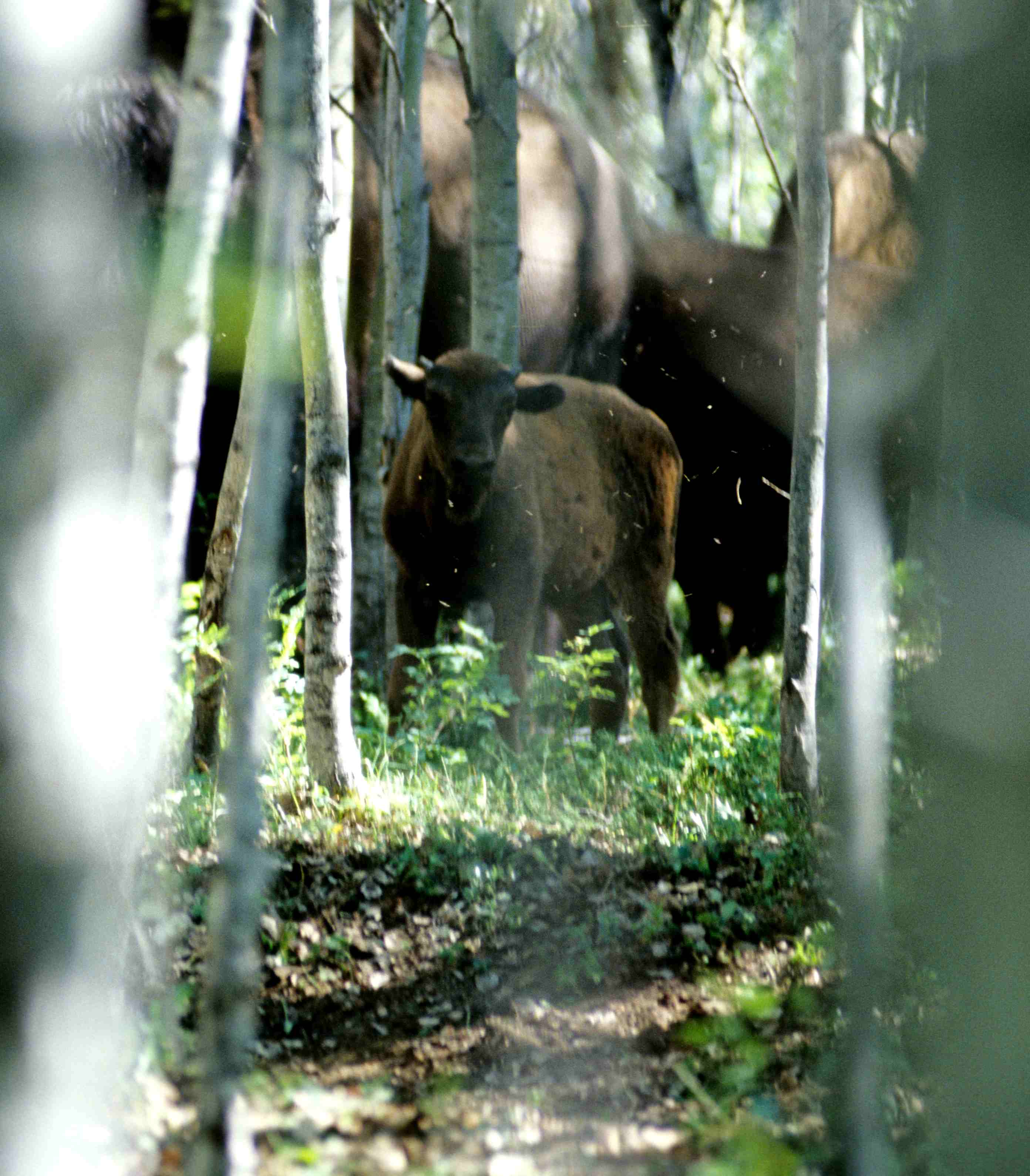
بيسون يَظهر من بين الأشجار في حديقة جاموس الغابات الوطنية.

بالرغم من الانحدار الكبير في أعداد بيسون الغابات بعد الصيد العظيم، فقد استطاعت مشاريع الصيانة والإنماء إعادة أعداده إلى الارتفاع، وحالياً يُوجد عدد من المشاريع المُخصصة لإعادة بيسون الغابات إلى انتشاره الأصليّ. فقد بدأ مركز ألاسكا لصيانة الحياة البرية مؤخراً «برنامج إعادة توطين البيسون»، وهو مشروع صيانة بيئية يَهدف إلى إعادة توطين بيسون الغابات في أرض ألاسكا بعد مرور أكثر من 100 عام على انقراضه هناك. بدأت أولى خطوات هذا المشروع تنفذ في شهر نوفمبر (تشرين الثاني) عام 2003، عند استقدم أول قطيع بيسون غابات إلى المركز بعد أن أحضر من إقليم يوكون الكنديّ. وفي عام 2005 وُلدت أول عجول بيسون غابات على أراضي ألاسكا منذ أكثر من قرن من الزمان، ثم في عام 2008 تسلم مركز ألاسكا 50 عجلاً إضافياً من كندا. ومنذ عام 2006 شهد المركز ولادة أكثر من 20 عجلاً على أراضيه، وهذا يُعد تقدماً كبيراً جداً في توطين بيسون الغابات مُجدداً على أرض ألاسكا. ولا زال يُخطط أيضاً لتوطين قطعان بيسون غابات في قلب ألاسكا بلحول عام 2012، ولا زالت أيضاً مشاريع الصيانة الأخرى في ألاسكا تضمي قدماً لإعادة توطين هذه الحيوانات في أراضيها الأصلية.
أما في كولومبيا البريطانية فقد بدأت منذ ثمانينيات القرن العشرين مُخططات لإعادة توطينها بشكل فعال، وحالياً توجد ثلاثة قطعان صغيرة هناك، جميعها انحدرت من 21 حيوان عثرَ عليهم في شمال غرب حديقة جاموس الغابات الوطنية في كندا. يَقطن قطيعان من هؤلاء قرب نهر ليارد يَبلغ تعداد أحدهما حوالي 50 حيوان والآخر 30، أما القطيع الأخير الذي يََتألف من 40 فرد فهو يَقطن منطقة شمال نهر بيفر، وبالمُجمل تتألف هذه القطعان الثلاثة من حوالي 120 رأٍس. لكن بيسون الغابات مع ذلك لا زال يُصنف ضمن القائمة الحمراء لكولومبيا البريطانية، وهو مُرشح لكي يُصنف على أنه نوع مُهدد بالانقراض وفي حالة خطرة ضمن هذه المنطقة.
أما في كندا فيُوجد اليوم 2,600 رأس من حيوانات بيسون الغابات غير المريضة على أراضيها (حسب إحصاء 1998)، تعيش ضمن ستة قطعان تجوب الأراضي الكندية، وفي حديقة جاموس الغابات الوطنية أيضاً لا زال يُوجد ما يُقدر بحوالي 4,000 رأس يَجوبون أراضيها (حسب إحصاء 2002)، وفي حديقة جزيرة إلك الوطنية عثر عام 1965 على 21 حيوان نموا الآن يُصبحوا 400 رأس. وفي المُجمل، تقدر أعداد بيسون الغابات عبر قارة أمريكا الشمالية اليوم بعد كل عمليات الصيانة بما يَبلغ 9,000 رأس تقريباً.

### الوضع الحديث

بسبب تضاءل أعداد بيسون الغابات، فقد لجأ المُربون إلى التهجين لعلاج هذه المُشكلة، فبين عاميْ 1925 و1928 استقدم أكثر من 6,500 بيسون سهول من «حديقة بيسون ويينرايت» في وسط ألبرتا إلى حديقة جاموس الغابات الوطنية للقيام بتهجينها مع بيسون الغابات على أمل إعادة إنماء أعداده. لكن هذا التهجين جاءَ معه ببعض المُشكلات، فقد نقل بيسون السهول عدداً من الأمراض إلى حيوانات بيسون الغابات في الحديقة، بما في ذلك مرض السل وداء البروسيلات، وقد انتشرت هذه الأوبئة بسرعة بين قطعانه في الحديقة مما شكل عائقاً كبيراً أمام تعافي هذه الحيوانات وعودتها إلى أعدادها السابقة. فهذه الأمراض تتسبب بضعف الحيوانات وجعلها عاجزة، مما يَرفع احتمالية افتراس الحيوانات الأخرى لها لأنها تصبح أهدافاً سهلة. كما أن داء البروسيلات يُؤثر عادة على الأعضاء التناسلية، مما يُؤدي إلى العقم أو الإجهاض أو ولادة عجل غير سليم.
يُعتقد حالياً أن هذه الأمراض جنباً إلى جنب مع أمراض أخرى بما في ذلك الحمرة تقف وراء انحدار أعداد بيسون الغابات في «حديقة جاموس الغابات الوطنية»، وعادة ما تخلف الأوبئة المُشابهة التي تنتشر في كثير من الأحيان خلال فصل الصيف العديد من الحيوانات الميّتة وراءها، حيث يُمكن لجراثيمها أن تعيش وتبقى لسنوات في التربة أو الماء. ومع أن هذه الأمراض لم تصل إلى جميع قطعان البيسون بعد، مثل قطعان كولومبيا البريطانية التي لا تزال معافاة حتى الآن، فإن الاحتكاك بين القطعان الأخرى في ألبرتا وكندا يُمكنه أن يُسبب انتشار العدوى بين القطعان المعافاة حتى.
فوق كل هذا، فقد بدأت تظهر مخاوف مع حلول عام 1940 باختفاء جميع حيوانات بيسون الغابات خالصة النسل، وهذا يَعني تعرّض جميع الحيوانات المَوجودة حالياً للأمراض والأوبئة مما من شأنه أن يُعيق جهود ومُحاولات تنميتها وصيانتها بشكل كبير. لكن مع هذا فقد عُثرَ في عام 1957 على قطيع من حيوانات بيسون الغابات نقية النسل قرب أحد الأنهار، وعثر على 18 رأس آخرين في منطقة تسمى «ماكنزي»، واليوم يَبلغ تعداد هذه الحيوانات القليلة التي عثر عليها بالصدفة حوالي 1,600 رأس جيّدي الصحة، وقطيع ماكنزي يُعد الآن أضخم قطيع بيسون غابات نقيّ النسل في العالم كله.